# Kościół św. Marcina w Grywałdzie
Kościół św. Marcina w Grywałdzie – gotycki, drewniany kościół parafialny pw. św. Marcina, wzniesiony w II połowie XV wieku, na miejscu wcześniejszej świątyni. Podanie głosi, że jeszcze wcześniej w tym właśnie miejscu znajdowała się pogańska gontyna. 

## Historia
Przed 1618 rokiem kościół znacznie przebudowano. Zmiany dotyczyły głównie konstrukcji dachu i stropów. W tym okresie dostawiono również wieżę, a wnętrze pokryto polichromią. Na początku XX wieku planowano powiększyć prezbiterium i dobudować boczne kaplice, ale planów tych nie zrealizowano. Znane remonty: przed 1930, 1936, 1942, 1958, 1960-61, 2008–2010 (wraz z rozległymi pracami konserwatorskimi).
Kościół zachował do dziś swój pierwotny gotycki charakter. Jest to świątynia orientowana, trójdzielna, obita i pokryta gontem. Składa się ze zrębowego prezbiterium i takiejż nawy oraz czworokątnej wieży o konstrukcji słupowej. Prezbiterium zamknięte jest prostokątnie, co jest typowe dla kościołów podhalańskich. Do prezbiterium od północy przylega zakrystia (rozbudowana w początkach XX w.), a do nawy od południa kruchta (dobudowana w 1845 r.). Wieżę oraz północną część nawy otaczają oszalowane soboty. Prezbiterium i nawę przykrywają oddzielne dachy dwuspadowe, zaś w dachu nad nawą znajduje się niewielka czworościenna sygnaturka. Jest to prawdopodobnie efekt przebudowy. Przypuszcza się, że pierwotnie był tu typowy dla małopolskich kościołów gotyckich dach jednokalenicowy w systemie więźbowo-zaskrzynieniowym. Wieża posiada nadwieszoną izbicę i nakryta jest stromym dachem namiotowym o załamanych połaciach.

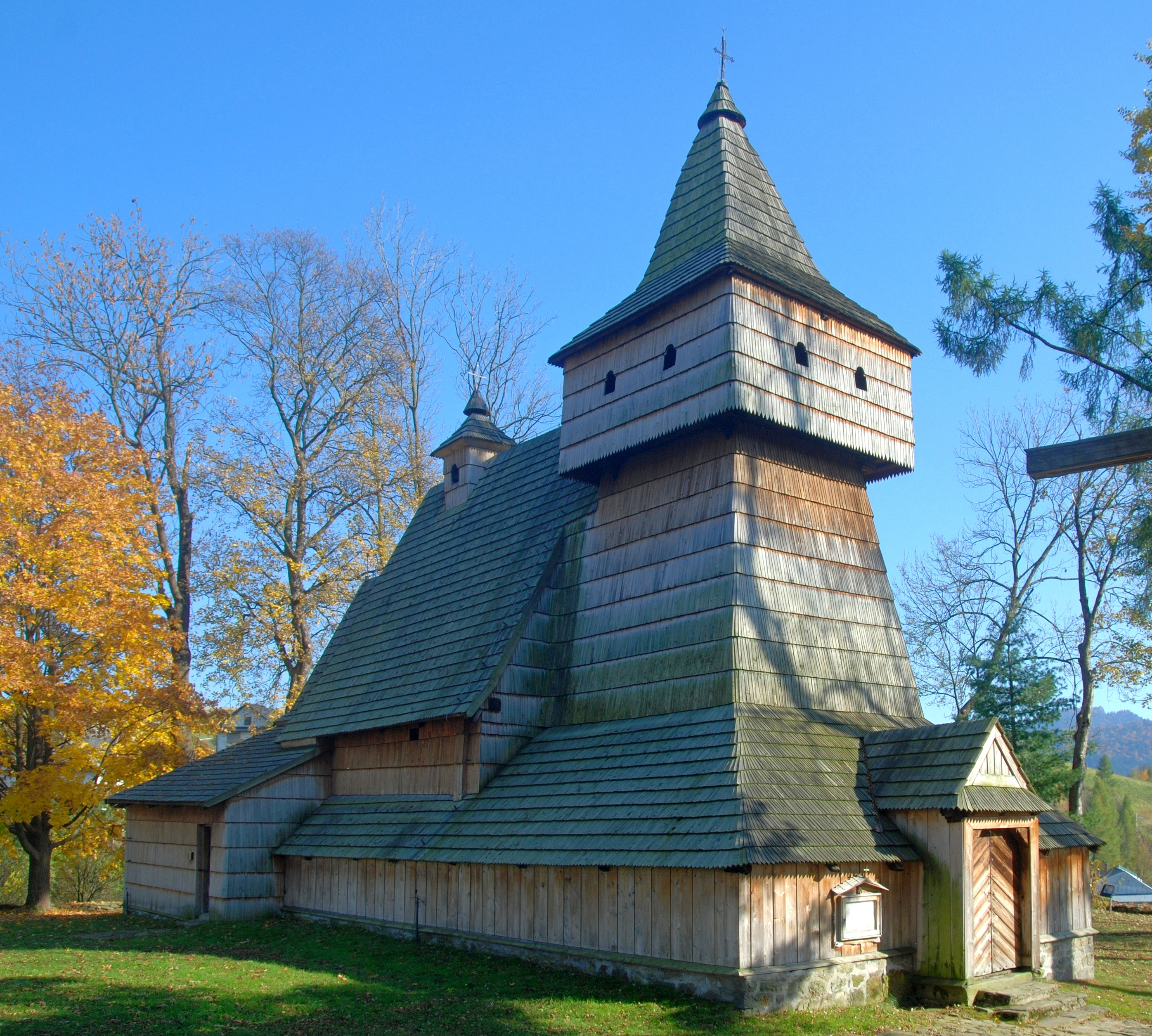
Widok od strony północnej
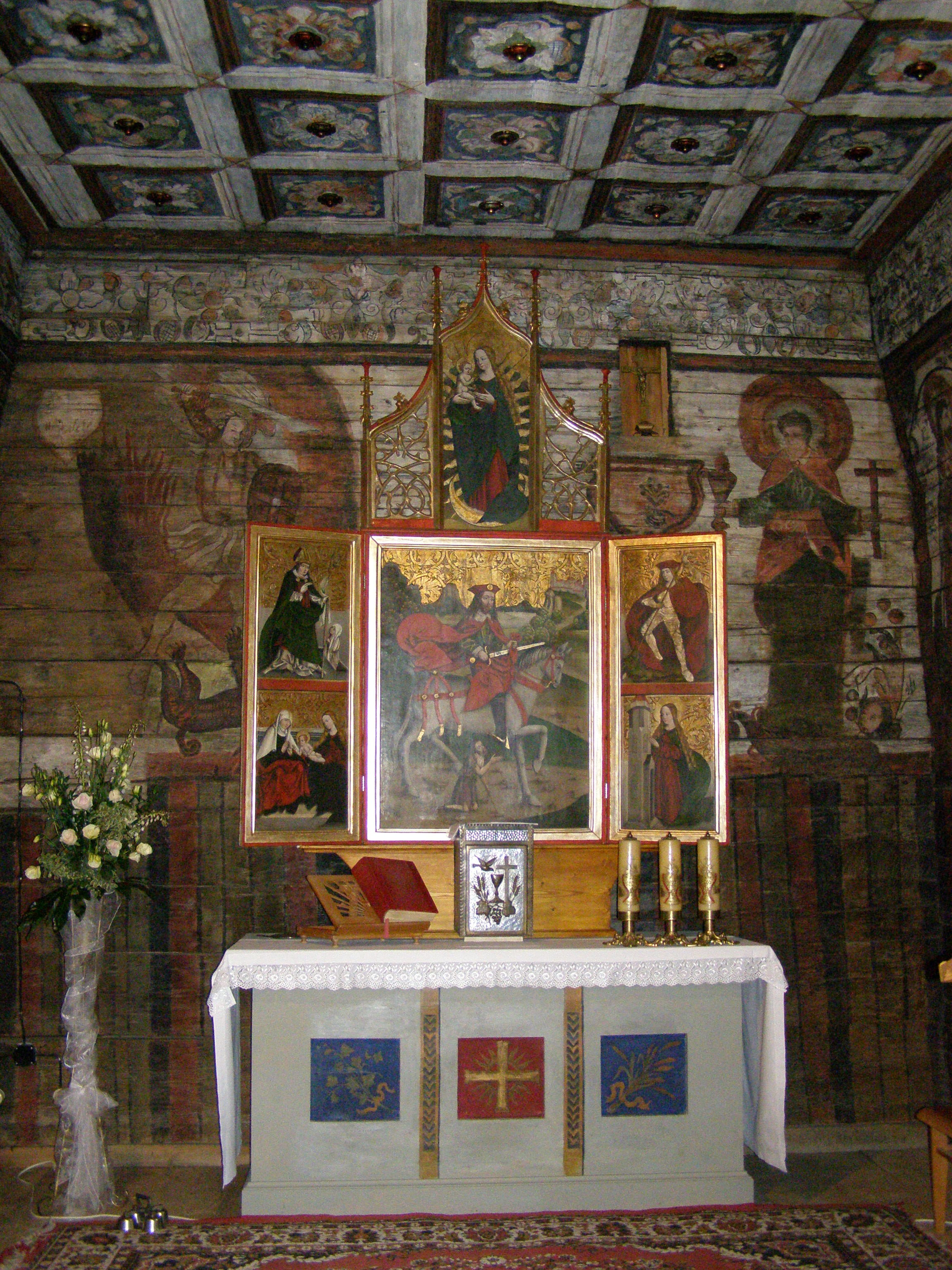
Ołtarz główny
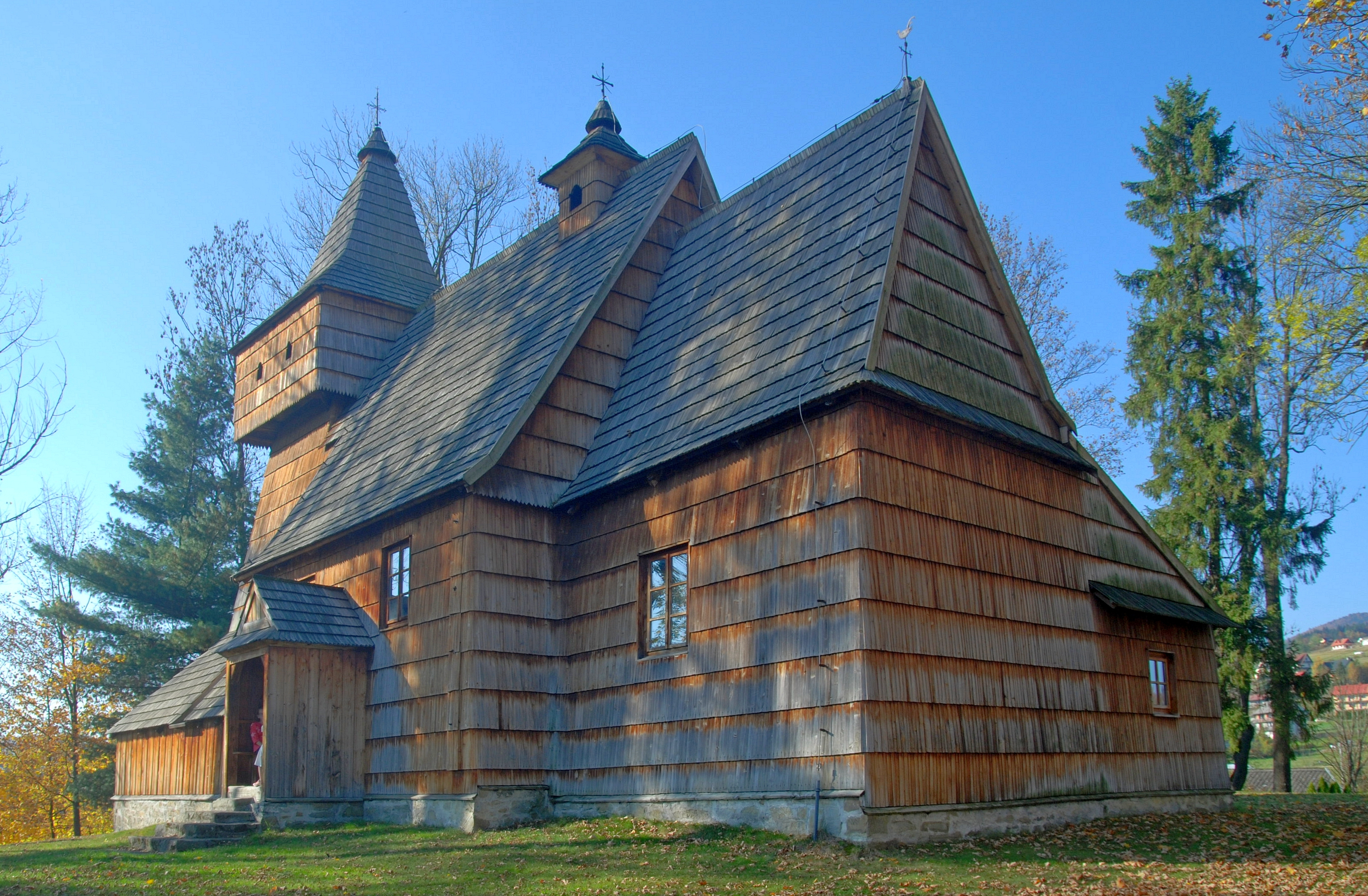
Widok od strony prezbiterium

Wejście południowe do kościoła ujęte jest gotyckim, ostrołukowym portalem. Wnętrze pokrywa znacznie zniszczona polichromia, zawierająca motywy figuralne i ornamentalne. Zachowała się na ścianach i stropie prezbiterium, na ścianach nawy i parapecie chóru muzycznego. W prezbiterium strop zdobią malowane kasetony, a ściany - malowidła przedstawiające scenę Ukrzyżowania, świętych Piotra i Pawła oraz ewangelistów. Interesującą scenę przedstawia malowidło na ścianie za głównym ołtarzem: Michał Archanioł strąca do piekła szatana, przedstawionego w postaci niedźwiedzia. Polichromia w nawie ukazuje sceny Męki Pańskiej.
Do najcenniejszych elementów wyposażenia kościoła należą:
- Ołtarz główny – późnogotycki tryptyk z XVI wieku, zachowany prawie w całości. W polu środkowym tryptyku obraz przedstawiający św. Marcina, który oddaje połowę swojego płaszcza żebrakowi. W zwieńczeniu znajduje się malowane przedstawienie Matki Boskiej z Dzieciątkiem.
- Prawy ołtarz boczny – powstał w pierwszej połowie XVII wieku. Kompozycją zawiązuje do schematu tryptyku. W jego skrzydłach bocznych znajdują się wizerunki świętych Katarzyny i Doroty, powstałe prawdopodobnie w 1640 roku, a później przemalowane.
- Rzeźba Matki Boskiej Różańcowej, stojącej na sierpie księżyca, zawieszona na południowej ścianie nawy. Pochodzi ona z XVI lub początku XVII wieku.
- Barokowo-ludowa rzeźbiona Pietà z XVIII wieku.
- Dwa krucyfiksy barokowo-ludowe z XVII i XVIII wieku.

Obecnie msze święte w kościele pw. św. Marcina odprawiane są tylko poza okresem zimowym, w soboty (godz 8.00), a w pozostałe dni w nowym murowanym kościele. Obiekt znajduje się na szlaku architektury drewnianej województwa małopolskiego.